# NGC 1634
NGC 1634 é uma galáxia elíptica (E-S0) localizada na direcção da constelação de Taurus. Possui uma declinação de +07° 20' 20" e uma ascensão recta de 4 horas, 40 minutos e 09,8 segundos.
A galáxia NGC 1634 foi descoberta em 10 de Dezembro de 1798 por William Herschel.